# Frans Van Looy
Frans Van Looy (Merksem, 26 augustus 1950 - aldaar, 19 september 2019) was een Belgisch wielrenner. Hij was beroepsrenner tussen 1972 en 1982. Na een aanslepend dispuut met het Agentschap Wegen en Verkeer, dat hem uit zijn geboortehuis had gezet, ontnam hij zich het leven in september 2019.

## Belangrijkste overwinningen
1973
- 1e etappe Tour du Nord
- 6e etappe Ronde van Levante
- 1e etappe Ronde van Mallorca
- Gullegem Koerse

1974
- 3e etappe Dauphiné Libéré
- Nationale Sluitingsprijs
- Schaal Sels

1975
- Beveren-Waas

1976
- GP Badstad Knokke
- GP Stad Sint-Niklaas
- Leeuwse Pijl
- Ronde van Limburg (België)

1977
- Flèche Rebecquoise
- 1e etappe deel B Mandel-Leie-Schelde
- Nationale Sluitingsprijs
- Nokere Koerse

1978
- Belsele-Puivelde
- Liedekerkse Pijl
- Omloop van het Waasland-Kemzeke
- 3e etappe Ronde van Catalonië
- 3e etappe Driedaagse De Panne
- GP Jef Scherens

1979
- 2e etappe Ronde van Aragón
- Nationale Sluitingsprijs

1980
- Grote 1-Mei Prijs
- Brussel-Ingooigem
- GP Briek Schotte
- GP Zele

## Resultaten in voornaamste wedstrijden
| Jaar | Ronde van Italië | Ronde van Frankrijk | Ronde van Spanje |
| ---- | ---------------- | ------------------- | ---------------- |
| 1972 |                  |                     |                  |
| 1973 |                  |                     |                  |
| 1974 |                  | 99e                 |                  |
| 1975 |                  |                     |                  |
| 1976 | 71e              |                     |                  |
| 1977 |                  |                     |                  |
| 1978 |                  |                     |                  |
| 1979 |                  | opgave              |                  |
| 1980 |                  |                     |                  |

| Jaar | Milaan-San Remo | Gent-Wevelgem | Ronde van Vlaanderen | Parijs-Roubaix | Amstel Gold Race | Parijs-Tours | E3 Harelbeke | Brabantse Pijl |  | Wereldranglijsten |
| ---- | --------------- | ------------- | -------------------- | -------------- | ---------------- | ------------ | ------------ | -------------- |  | ----------------- |
| 1972 |                 |               |                      |                |                  | 43e          |              |                |  |                   |
| 1973 |                 | 37e           |                      |                |                  | 18e          |              |                |  |                   |
| 1974 | 26e             | 69e           | 56e                  |                |                  | 29e          | 7e           |                |  |                   |
| 1975 |                 | 17e           | 33e                  | 16e            | 15e              | Zilver       |              |                |  | 21e (SPP)         |
| 1976 | 43e             | 38e           |                      |                |                  | 4e           |              |                |  |                   |
| 1977 | 31e             |               |                      |                |                  | 12e          |              |                |  |                   |
| 1978 |                 |               |                      |                |                  |              |              | 10e            |  |                   |
| 1979 |                 | 60e           | 23e                  |                |                  |              |              |                |  |                   |
| 1980 |                 | 22e           |                      |                |                  |              | 9e           |                |  |                   |